# Gieorgij Karpow (1898–1967)
Gieorgij Grigorjewicz Karpow (ros. Гео́ргий Григо́рьевич Ка́рпов, ur. 13 maja?/25 maja 1898 w Kronsztadzie, zm. 19 grudnia 1967 w Moskwie) – radziecki funkcjonariusz służb specjalnych, generał major.

## Życiorys
Skończył szkołę rzemieślniczą w Kronsztadzie, od 25 lutego 1918 do 15 maja 1922 żołnierz Armii Czerwonej, od 4 stycznia 1920 członek RKP(b), od 15 lipca 1922 funkcjonariusz OGPU Leningradzkiego Okręgu Wojskowego. Od 2 listopada 1934 do 14 września 1935 pomocnik szefa Zarządu NKWD Karelskiej ASRR, od 14 września 1935 do 21 lipca 1936 zastępca szefa Zarządu NKWD Karelskiej ASRR, od 23 marca 1936 kapitan bezpieczeństwa państwowego. Od 29 sierpnia 1936 do 25 kwietnia 1937 pomocnik szefa Wydziału 4 Zarządu Bezpieczeństwa Państwowego (UGB) Zarządu NKWD obwodu leningradzkiego, od 25 kwietnia do 29 lipca 1937 zastępca szefa tego wydziału, a od 29 lipca 1937 do 9 maja 1938 szef tego wydziału. Od 27 czerwca 1938 do 1 marca 1939 szef pskowskiego okręgowego oddziału NKWD, od 1 marca 1939 do 1 marca 1940 zastępca szefa Oddziału 8 Wydziału 2 Głównego Zarządu Bezpieczeństwa Państwowego, od 1 marca 1940 do 27 lutego 1941 szef Oddziału 2 Wydziału 2 Głównego Zarządu Bezpieczeństwa Państwowego, od 27 lutego do 13 sierpnia 1941 zastępca szefa Wydziału 3 Zarządu 3 NKGB ZSRR, 4 maja 1941 awansowany na majora bezpieczeństwa państwowego. Od 13 sierpnia do 5 grudnia 1941 zastępca szefa Wydziału 3 Zarządu 3 NKWD ZSRR, od 5 do 24 grudnia 1941 zastępca szefa Wydziału 4 Zarządu 3 NKWD ZSRR, od 24 grudnia 1941 do 16 maja 1943 szef Wydziału 4 Zarządu 3 NKWD ZSRR, 14 lutego 1943 awansowany na pułkownika bezpieczeństwa państwowego. Od 16 maja 1943 do 15 czerwca 1946 szef Wydziału 5 Zarządu 2 NKGB ZSRR, 20 września 1943 mianowany komisarzem bezpieczeństwa państwowego, a 9 lipca 1945 generałem majorem. Od 6 lipca 1946 do 21 lipca 1947 szef Wydziału „O” MGB ZSRR, od 14 września 1943 do 6 lutego 1960 przewodniczący Rady ds. Rosyjskiej Cerkwi Prawosławnej przy Radzie Komisarzy Ludowych/Radzie Ministrów ZSRR. 25 stycznia 1960 wykluczony z partii. Pochowany na Cmentarzu Nowodziewiczym w Moskwie.

## Odznaczenia
- Order Lenina (21 lutego 1945)
- Order Czerwonego Sztandaru (3 listopada 1944)
- Order Czerwonego Sztandaru Pracy (22 sierpnia 1946)
- Order Czerwonej Gwiazdy (19 grudnia 1937)
- Order „Znak Honoru” (20 września 1943)
- Odznaka „Zasłużony Funkcjonariusz Czeki/GPU (XV)” (20 grudnia 1932)

i 7 medali.